# Барањско Петрово Село
Барањско Петрово Село (мађ. Petárda) је насељено место у Барањи, општина Петловац, Република Хрватска.

## Становништво
На попису становништва 2011. године, Барањско Петрово Село је имало 525 становника.

## Попис1991.
На попису становништва 1991. године, насељено место Барањско Петрово Село је имало 779 становника, следећег националног састава:
| Попис 1991.‍  | Попис 1991.‍  | Попис 1991.‍ | Попис 1991.‍ | Попис 1991.‍ |
| ------------ | ------------ | ----------- | ----------- | ----------- |
|              |              |             |             |             |
| Хрвати       | Хрвати       |             | 609         | 78,17%      |
| Мађари       | Мађари       |             | 72          | 9,24%       |
| Срби         | Срби         |             | 29          | 3,72%       |
| Југословени  | Југословени  |             | 11          | 1,41%       |
| Румуни       | Румуни       |             | 6           | 0,77%       |
| Роми         | Роми         |             | 5           | 0,64%       |
| Албанци      | Албанци      |             | 4           | 0,51%       |
| Немци        | Немци        |             | 4           | 0,51%       |
| Русини       | Русини       |             | 3           | 0,38%       |
| Словаци      | Словаци      |             | 3           | 0,38%       |
| Италијани    | Италијани    |             | 1           | 0,12%       |
| Македонци    | Македонци    |             | 1           | 0,12%       |
| неопредељени | неопредељени |             | 14          | 1,79%       |
| непознато    | непознато    |             | 17          | 2,18%       |
| укупно: 779  |              |             |             |             |

### Попис1910.
| Барањско Петрово Село                                                                                            | Барањско Петрово Село                                                                                                  |
| --- | --- |
| језик | вера |
| укупно: 1.007 Хрватски 790 (78,45%) Мађарски 108 (10,72%) Немачки 62 (6,15%) Српски 21 (2,08%) остали 26 (2,58%) | укупно: 1.007 Римокатолици 963 (95,63%) Православци 23 (2,28%) Калвинисти 8 (0,79%) Јевреји 6 (0,59%) остали 7 (0,69%) |

Напомена: Исказано заједно са насељем Ново Невесиње.

## Галерија
- Главна улица у Барањском Петровом Селу
- Гранични прелаз